# Semiangusta
Semiangusta är ett släkte av skalbaggar. Semiangusta ingår i familjen långhorningar.
Kladogram enligt Catalogue of Life:
| Semiangusta | \| \| Semiangusta delagrangei \| \| \| \| \| \| Semiangusta rebbeccae \| \| \| \| |
|             | \| \| Semiangusta delagrangei \| \| \| \| \| \| Semiangusta rebbeccae \| \| \| \| |
|             | Semiangusta delagrangei                                                           |
|             |                                                                                   |
|             | Semiangusta rebbeccae                                                             |
|             |                                                                                   |